# 수소내연기관자동차

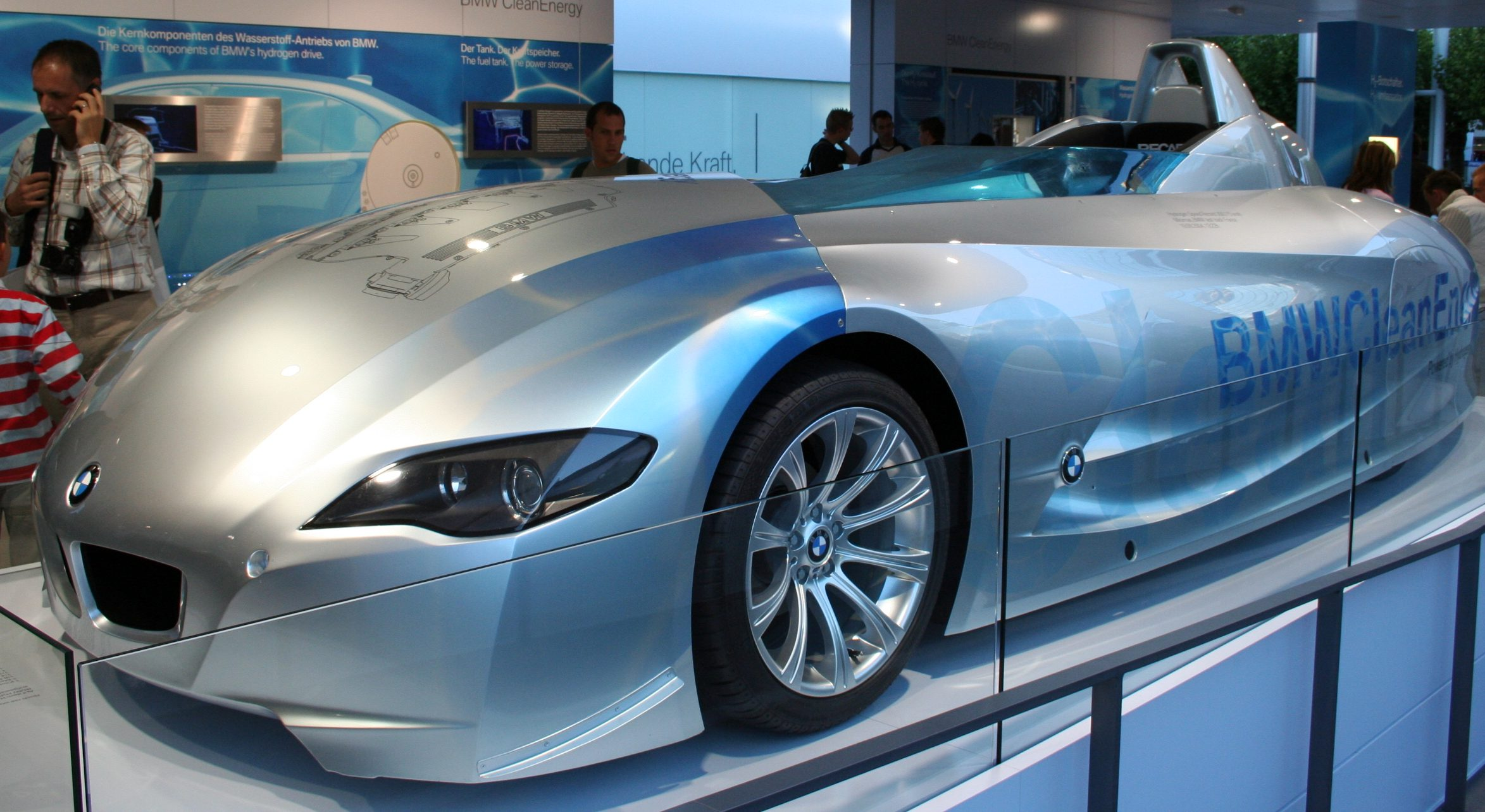
BMW-H2R

수소내연기관자동차(水素內燃機關自動車, Hydrogen internal combustion engine vehicle, HICEV)는 내연기관에서 수소를 태우는 수소 자동차이다. FCEV보다 연료 효율면에서 비효율적이며 생산을 하지 않는다.

## 같이 보기
- 폼산